# اوتیکا
اوتیکا (انگلیسی: Útica) نام یک منطقه مسکونی در کلمبیا است.